# Extended-Hückel-Methode
Die Extended-Hückel-Methode (dt. „Erweiterte-Hückel-Methode“) ist eine semiempirische quantenchemische Methode, die Roald Hoffmann 1963 entwickelt hat.
Die Extended-Hückel-Methode basiert auf der Hückel-Methode, aber während die ursprüngliche Hückel-Methode nur die π-Orbitale berücksichtigt, umfasst die erweiterte Methode auch die σ-Orbitale.
Die Extended-Hückel-Methode kann zur Bestimmung der Molekülorbitale oder der relativen Energien verschiedener geometrischer Konfigurationen verwendet werden, sie ist jedoch nicht sehr erfolgreich bei der Bestimmung der Strukturoptimierung eines organischen Moleküls. Die Elektronenkorrelation wurde nur in einer ziemlich einfachen Weise betrachtet (die Elektronen-Elektronen-Abstoßungen werden nicht explizit mit einbezogen und die Gesamtenergie ist nur eine Summe von Termen für jedes Elektron im Molekül).